# Cynodonmiris
Cynodonmiris is een geslacht van wantsen uit de familie van de Miridae (Blindwantsen). Het geslacht werd voor het eerst wetenschappelijk beschreven door Carpintero & Estévez in 2001.

## Soorten
Het genus bevat de volgende soorten:

- Cynodonmiris corpoicanus Ferreira & Barreto, 2013
- Cynodonmiris costicollis (Berg, 1878)